# Parafia Najświętszej Maryi Panny Królowej Polski w Zwierzyńcu Wielkim
Parafia pw. Najświętszej Maryi Panny Królowej Polski w Zwierzyńcu Wielkim – rzymskokatolicka parafia należąca do dekanatu Dąbrowa Białostocka, archidiecezji białostockiej, metropolii białostockiej.

## Zasięg parafii
Do parafii należą wierni z następujących miejscowości: Zwierzyniec Wielki, Chmielówka, Kuderewszczyzna, Małowista, Olsza, Trzyrzeczki, Zwierzyniec Mały.